# José Pivatto
José Pivatto é prefeito do município de Cosmópolis pela quarta vez (2017-2020). José Pivatto nasceu e sempre morou em Cosmópolis. É casado com Maria Lucia Pivatto e tem dois filhos: Lucas e Vinícius. É Engenheiro Civil e Professor. Foi Deputado Estadual de 1995 a 1999, quando apresentou projetos para a criação da Região Metropolitana de Campinas, a construção de moradias populares, criação do  Centro de Referência do Trabalhador (PL 723/1997), e projeto autorizativo para participação do Governo na Agência de Bacias dos rios Piracicaba, Capivari e Jundiaí. Criou a Frente Parlamentar em defesa do Ensino Técnico e Tecnológico do estado de São Paulo e o fórum permanente em defesa da duplicação de SP-332. Foi um dos autores da emenda que destinou recursos para a duplicação desta rodovia. É autor do  Projeto de Lei 115/1996, que Institui área industrial no município de Cosmópolis.